# صاریغ قلمی بیشاپ
صاریغ قلمی بیشاپ (نام علمی: Marmosops bishopi) نام یک گونه از سرده صاریغ‌های قلمی است.